# Neustädter Moor
Das Neustädter Moor ist ein Naturschutzgebiet in Niedersachsen und liegt nordöstlich von Wagenfeld und südlich von Freistatt in der Diepholzer Moorniederung. 2018 gingen in ihr die ehemaligen NSG Neustädter Moor II, Neustädter Moor-Regenerationsgebiet und Wiesengebiet Neustädter Moor auf.
Das Naturschutzgebiet mit dem Kennzeichen NSG HA 250 ist 1479 Hektar groß. Es ist zum größten Teil Bestandteil des gleichnamigen FFH-Gebietes und des EU-Vogelschutzgebietes „Diepholzer Moorniederung“.

## Geschichte
Das Naturschutzgebiet „Neustädter Moor“ ist das älteste der vorgenannten ehemaligen vier Naturschutzgebiete. Das Gebiet steht seit dem 20. Februar 1969 und im neuen Zuschnitt seit dem 21. Dezember 2018 unter Naturschutz. Zuständige untere Naturschutzbehörde ist der Landkreis Diepholz. Es stellt einen Teil eines Hochmoorgebietes unter Schutz, das durch Handtorfstiche, aber auch industriellen Torfabbau verändert wurde. Die betroffenen Bereiche sind mittlerweile renaturiert. Das Gebiet wurde mehrfach erweitert. War es zunächst rund 150 Hektar groß, wurde es 1972 um rund 50 Hektar, 1981 um ca. 16 Hektar und 1983 schließlich nochmal um rund 22 Hektar auf seine heutige Größe erweitert.

## Geographie und Bedeutung
Das Neustädter Moor wird in erster Linie über den Moorkanal zur Flöthe und Wagenfelder Aue, die etwas oberhalb von Barnstorf in die Hunte mündet, entwässert.
Am Südrand des Naturschutzgebietes befinden sich zwei öffentlich zugängliche Aussichtstürme, die einen Überblick über die Moorlandschaft bieten und zur Beobachtung insbesondere von Vögeln genutzt werden kann. Der kleinere Turm ist eine Station der Ströher Moorbahn und des knapp zwei Kilometer langen Naturrundweges, der zum Rand des Naturschutzgebietes führt. Der Weg ist als Lehr- und Erlebnispfad angelegt. An mehreren Stationen gibt es Informationen zum Lebensraum Moor. Neben dem Lehrpfad gibt es am Ostrand des Naturschutzgebietes weitere Wanderwege. Im Herbst ist das Neustädter Moor ein Kranich-Rastplatz von europaweiter Bedeutung.